# Lac Bienville
Le lac Bienville est un lac situé au Québec, au Canada. Ce lac est rempli d'îles uniques et se déverse à l'ouest (dans la Baie d'Hudson).

## Toponymie
Il est nommé en l'honneur de Jean-Baptiste Le Moyne de Bienville, frère de Pierre Le Moyne, sieur d'Iberville et d'Ardillières.

## Géographie
Le lac est traversé par la Grande rivière de la Baleine sur sa route vers la baie d'Hudson.

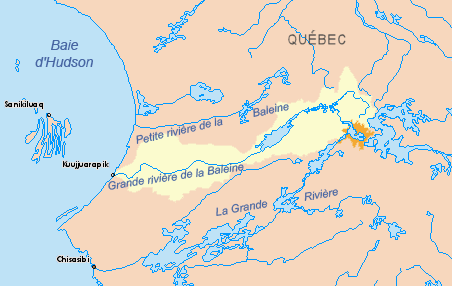
La Grande rivière de la Baleine passant par le lac Bienville.